# Акантолобивия Тегелери
Акантолобивия Тегелери (лат. Acantholobivia tegeleriana) — вид кактусов из рода Акантолобивия.

## Описание
Стебель зелёный, шаровидный. Рёбра (16—20) разделены на невысокие бугорки. Ареолы удлинённые, расположены редко. Радиальные колючки (8—12) цвета рога, растопыренные и слегка изогнутые, 0,5—1 см длиной. Центральные колючки слабо выражены.
Цветки розовато-оранжевые, около 4 см длиной и в диаметр. Плоды зелёные, шаровидные, до 2 см в диаметр.

## Распространение
Акантолобивия Тегелери распространёна в юге Перу.

## Синонимы
- Lobivia tegeleriana Backbg.
- Echinopsis tegeleriana